# Giovanni Battista Martini
Giovanni Battista Martini, také známý jako Padre Martini, nebo Giambattista Martini (24. dubna 1706 Bologna – 3. srpna 1784 tamtéž) byl italský františkánský mnich, skladatel, hudební teoretik a učenec. Jeden z nejvýznamnějších hudebníků své doby.

## Život
Giovanni Battista Martini se narodil v Bologni, která v té době byla součástí Papežského státu. Jeho otec, Antonio Maria Martini, byl houslista a dal mu základy hry na housle a hudební teorie. Později se učil zpěvu a hře na cembalo u otce Pradieriho a kontrapunktu u Antonia Riccieriho a Giacoma Antonia Pertiho a mezi jeho učitele patřil také český skladatel Bohuslav Matěj Černohorský. Klasické vzdělání získal od mnichů kláštera oratoriánů Jako ještě velmi mladý se v roce 1721 rozhodl vstoupit do kláštera františkánů San Francesco v Bologni. K plnění noviciátu byl poslán do kláštera v Lagu, kde také složil řádové sliby dne 11. září 1722.
Vrátil se zpět do rodného města, kde v devatenácti letech získal místo kapelníka v bazilice sv. Františka. Dále pokračoval ve studiu filosofie, matematiky i lékařství. Byl vášnivým sběratele hudební literatury. Shromáždil sbírku cca 17 000 svazků. Po jeho smrti získala část sbírky Císařská knihovna ve Vídni a část, která zůstala v Bologni, je uložena v Museo Internazionale della Musica (dříve Civico Museo Bibliografico Musicale).
Založil školu, ve které vyučoval skladbu v tradicích staré římské kompoziční školy. Martiniho věhlas přiváděl do Boloni mnoho předních evropských hudebníků, ať už pro radu nebo pro další studium. Mimo jiné u něj konzultoval i Leopold Mozart pokračující kariéru syna Wolfganga Amadea. Studovali u něj takoví skladatelé jako Johann Christian Bach, André Ernest Modeste Grétry, Niccolò Jommelli, Josef Mysliveček, Stanislao Mattei i Wolfgang Amadeus Mozart. V roce 1758 byl pozván, aby vyučoval také na Filharmonické akademii (Accademia Filarmonica di Bologna).
V posledních letech života byl Martini sužován řadou chorob. Trápilo ho astma, onemocnění močového měchýře a bolestivé rány na nohou, ale jeho práce tím do posledních chvil nebyla nijak ovlivněna. Dokončoval své životní dílo – čtvrtý svazek obsáhlých dějin hudby (Storia della Musica).
Zemřel v Bologni 3. října 1784 ve věku 78 let. Jeho pohřeb byl velkolepý. Requiem pro tuto příležitost zkomponoval Giovanni Zanotti.

## Dílo

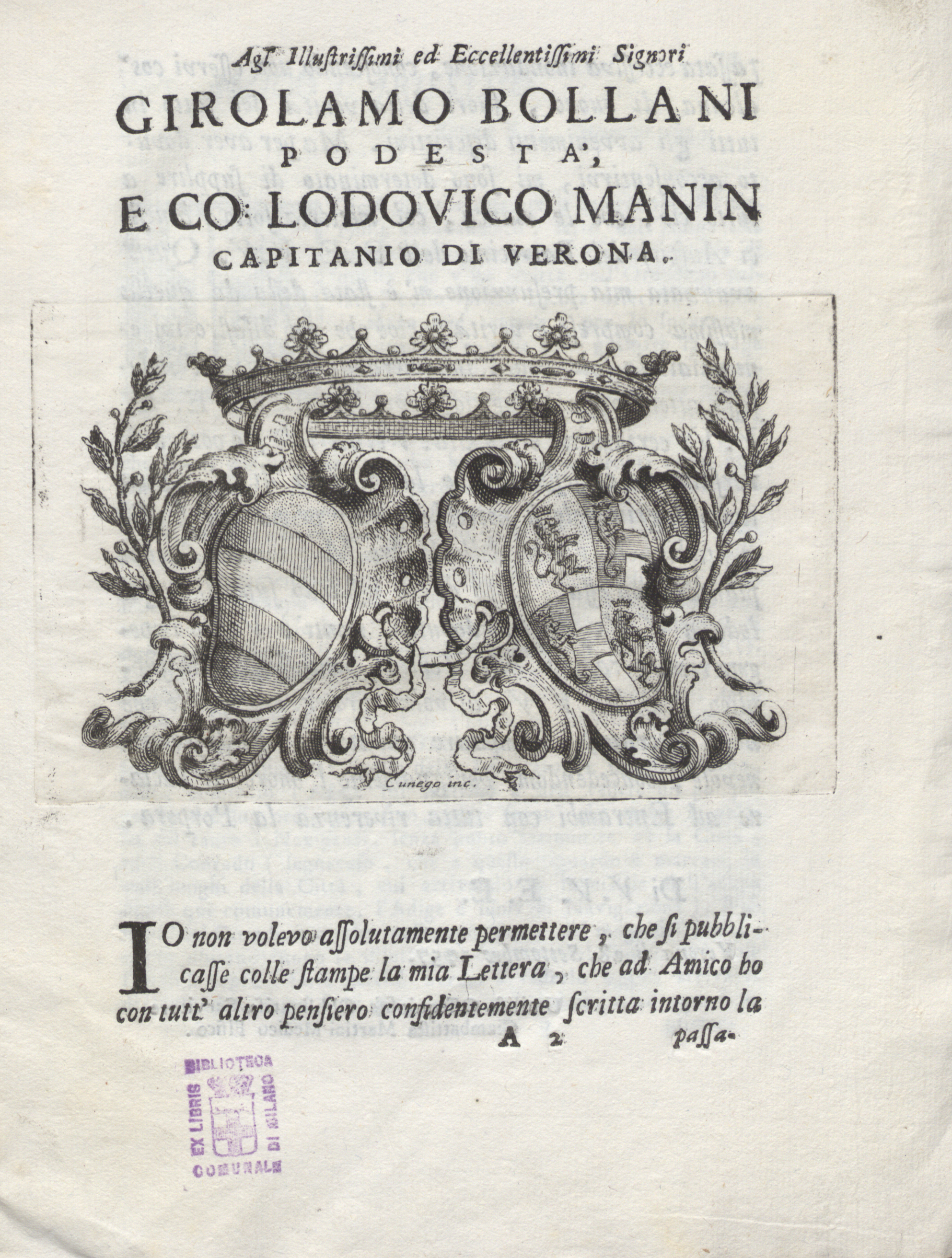
Lettera famigliare intorno l'inondazione di Verona (1757)

### Jevištní díla
Intermezza
- Azione Teatrale (1726)
- La Dirindina (libretto G. Gili, 1731)
- L’impresario delle Canarie (libreto Pietro Metastasio, 1744)
- Il maestro di musica (1746)
- Don Chisciotte (1746)

Oratoria
- L’assunzione di Salomone al trono d’Israello (libreto G. Melani, 1734)
- S. Pietro (libreto G. Caluzzi, 1738)
- S. Pietro (1739, odlišné od předchozího)
- Il sacrificio d’Adamo (pouze náčrt)
- Deposizione della Croce (ztraceno)

### Chrámová hudba
- 12 messe a 4 voci e strumenti (včetně jednoho Requiem)
- 2 messe a 8 voci e strumenti
- 3 messe a 4 voci a cappella
- 3 messe a 8 voci a cappella
- 5 messe brevi a 8 voci e strumenti
- 7 messe incomplete a 2-3 voci a cappella
- 3 Kyrie
- 2 Gloria
- 12 Credo
- 40 sezioni di Proprium Missae con strumenti
- 101 introiti
- 25 graduali
- 26 offertori
- 32 communiones a cappella
- 54 Responsoria Hebdomadae Sanctae
- 198 salmi con strumenti (51 a doppio coro)
- 26 Magnificat
- 5 Nune dimittis
- 2 Te Deum
- 9 Cantate spirituali a solo con strumenti;

mnoho drobných církevních skladeb (antifony, litanie, moteta apod.)

### Instrumentální hudba
- Diverse sinfonie per organici vari
- Concerto per oboe , cello e archi
- 6 concerti per cembalo e archi
- Concerto per violino e archi
- Concerto per cello e archi
- Concerto per pianoforte e archi
- Sonate: per cello, per 2 flauti, per violino e 4 trombe

### Publikovaná díla
- Litaniae anitque Antlphonae, op. I (Bologna, 1734)
- 12 Sonate d'intavolatura per l’organo e il cembalo (Amsterdam, 1742);
- 6 Sonate per l'organo e il cembalo (Bologna, 1747);
- Duetti da camera a diverse voci (Bologna, 1763);
- 52 canoni a 2-4 voci (Venezia)

### Vědecké práce
- Attestati in difesa del Sig. D. Jacopo Antonio Arrighi, maestro di cappella della Cattedrale di Cremona (1746)
- Regola degli organisti per accompagnare il canto fermo (1756)
- Storia della Musica (3 vol., 1757-81)
- Dissertatio de usu progressionis geometriae in musica (1767)
- Compendio della teoria de’ numeri per uso del musico (1769)
- Saggio fondamentale pratico di contrappunto sopra il canto fermo (1774-75)